# حيمرون خادع
حيمرون خادع (الاسم العلمي:Erythrochiton fallax) هو نوع من النباتات يتبع جنس الحيمرون من الفصيلة السذابية.